# Drienov
Drienov (zastarale Somoš) je obec na Slovensku v okrese Prešov. Na rozloze katastrálního území 20,26 km² žije přibližně 2 200 obyvatel.

## Poloha
Obec leží v Košické kotlině mezi Prešovem a Košicemi v údolí řeky Torysa. Z větší části odlesněný povrch je tvořen mírně zvlněnou pahorkatinou a rovinou s nadmořskou výškou v rozmezí 209 až 324 m n. m., střed obce je ve výšce 226 m n. m. Území je tvořeno mladšími třetihorními a čtvrtohorními sedimenty. Z půdních typů se vyskytují nivní ilimerizované a hnědozemní půdy. Lesní porost je ve východní části a je tvořen duby, buky, habry a břízami.

### Sousední obce
Hranice obce Drienov probíhá na jihu a západě řekou Torysa. Obec sousedí s katastrálním územím obcí Šarišské Bohdanovce a Lemešany na jihu, Obišovce, Ličartovce a Drienovská Nová Ves na západě, obcí Petrovany na severu a Mirkovce na východě.

## Historie
Archeologické nálezy dokládají osídlení v době železné a trvalé osídlení od 9. století. První písemná zmínka o obci je z roku 1284, kde je uváděná jako Sumus. Obec vlastnil rod Abovců, kteří před rokem 1297 si zde postavili hrad jako centrum jejich panství. Hrad byl v roce 1575 dobyt Turky a zbořen. Obec vznikla spojením Drienova s obcí Židov (Šidov) v 15. století nebo v rozmezí 17. až 18. století. Do konce 19. století byli majiteli Andrássyové. V roce 1427 v Drienově byla placena daň z 10 port a v Židově z 40 port. V roce 1787 bylo v obci 112 domů s 845 obyvateli a v roce 1828 v 140 domech žilo 1055 obyvatel. Hlavní obživou bylo zemědělství a také hrnčířství v místní cihelně.
Židov je poprvé zmiňován v roce 1288 jako Sydopotok a v roce 1317 obdržením trhového práva.

### Název
Název obce je uváděn v maďarštině jako Somos, Sumus, Samos. Pod slovenským názvem je zmiňován v roce 1305 v listině krakovského knížete Vladislava. Předpokládá se, že název vznikl odvozením od názvu křovinatého stromu dřínu, slovensky drieň čili drienka.

## Zajímavosti, památky
- Římskokatolický kostel svatého Šimona a Judy je gotická stavba z první poloviny 14. století, s přistavěným kněžištěm v 15. století a barokně upraven v roce 1749.
- Řeckokatolický chrám Zesnutí Přesvaté Bohorodičky z roku 1902, historizující stavba ovlivněná ukrajinským barokem.[7]
- Kaple svatého Cyrila a Metoděje z roku 1996 (řeckokatolické církve).

## Přírodní rezervace
Na území obce se nachází Národní přírodní rezervace Gýmešský jarok, která je ve správě státní ochrany přírody v Prešově. Chráněná oblast byla vyhlášená v roce 1981 a rozkládá se na ploše 20,62 ha.